# Hosszúszeg
Hosszúszeg (németül Langeck im Burgenland) Léka településrésze  Ausztriában Burgenland (magyarul Felsőőrvidék) tartományban a Felsőpulyai járásban.

## Fekvése
A kőszegi határátkelőtől 10 km-re nyugatra Kőszegi-hegység északi lábánál a Gyöngyös patak völgyében fekszik.

## Története
1390-ben "Langerth" néven említik először abban az oklevélben, melyben Luxemburgi Zsigmond király a lékai uradalmat a Kanizsay családnak adja. 1397-ben „Lomnyk”, 1492-ben „Longek”, 1519-ben „Londeek”, 1538-ban „Londek” alakban szerepel a korabeli forrásokban. 1532-ben elpusztította a Kőszeg várát ostromló török. 1535-ben házasság révén a Nádasdy család lett a birtokosa. 1605-ben Bocskai hadai felégették, lakosait rabságba hurcolták, sokan járványokban haltak meg. 1676-ban az Esterházy család birtoka lett. Római katolikus  temploma 1809-ben épült.
Vályi András szerint „LANGEK. vagy Landek. Elegyes falu Vas Várm. földes Ura H. Eszterházy Uraság, lakosai katolikusok, fekszik Lockenhauznak szomszédságában, mellynek filiája, határja is hozzá hasonlító, földgyeit az áradások járják.”
Fényes Elek szerint „Landeck, német falu, Vas vmegyében, Lékához 1/2 órányira, 311 kath. lak. Sovány vizmosásos határ. F. u. h. Eszterházy.”
Vas vármegye monográfiája szerint „Hosszúszeg. Házszám 54, lélekszám 289. A lakosok németajkúak, vallásuk r. kath. Postája és távírója Léka. R. kath. temploma 1809-ben épült. Lakosai a szőllő-karó-faragást mint jövedelmező háziipart gyakorolják.”
1910-ben 296, túlnyomóan német lakosa volt. A trianoni békeszerződésig Vas vármegye Kőszegi járásához tartozott.

## Nevezetességei

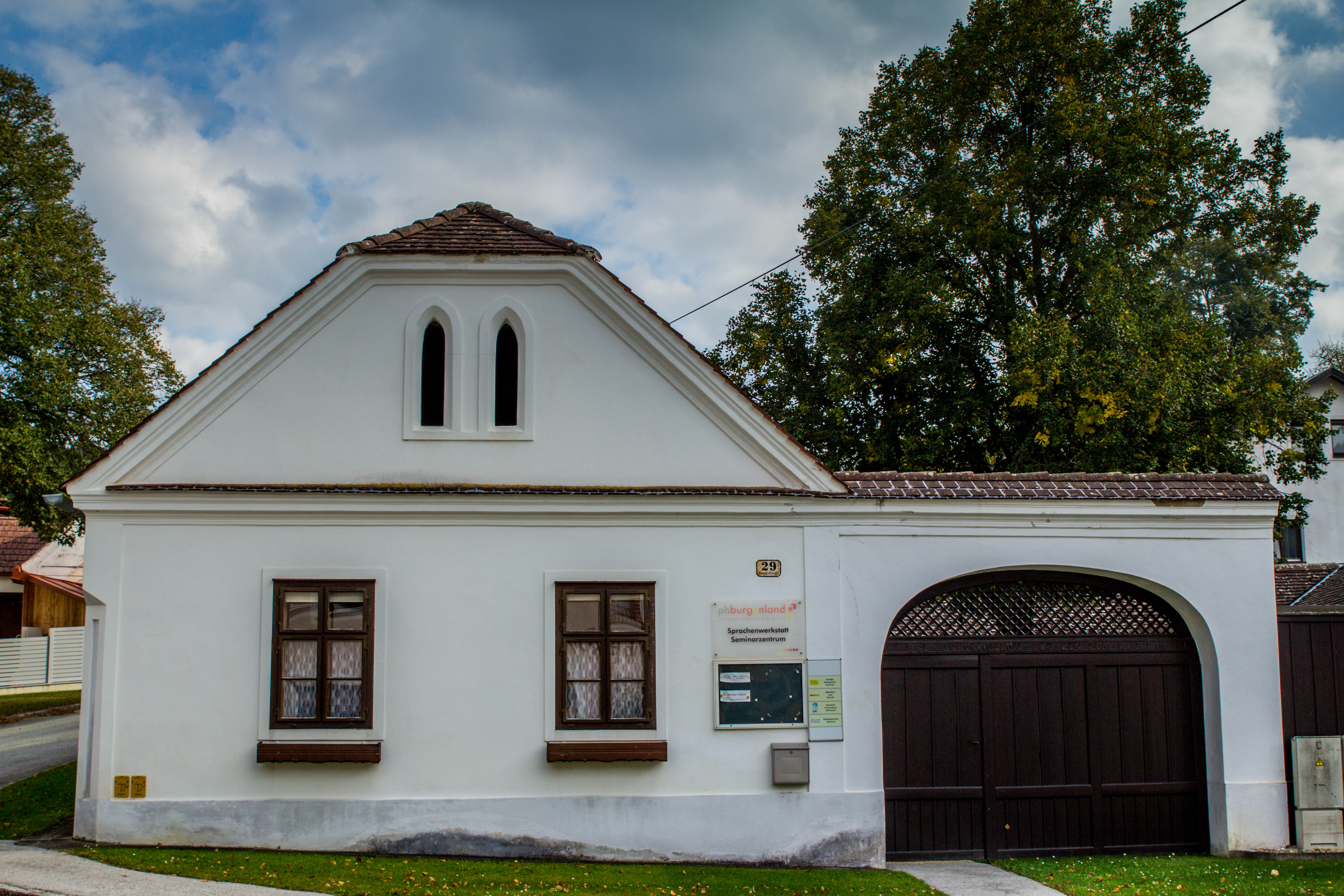
A régi iskola épülete

- Római katolikus temploma 1809-ben épült.
- Iskolatörténeti múzeuma van számos magyar vonatkozású tárggyal.